# Tractat de Sevilla (1729)
El Tractat de Sevilla va ser un acord signat el 9 de novembre de 1729, després de la Guerra anglo-espanyola de 1727 - 1729, entre Espanya, França i Gran Bretanya al qual es van adherir posteriorment els Països Baixos.

## Antecedents
El període posterior al Tractat d'Utrecht de 1713 va ser un de constant realineament entre les potències europees, que intentaven resoldre problemes sense guerra. França, en particular, necessitava la pau per reconstruir la seva esgotada economia després de la Guerra de Successió Espanyola, que va donar lloc a l'Aliança Anglo-Francesa del 1716. Tot i que ambdues parts sospitaven mútuament, la successió de Jordi I de la Gran Bretanya el 1714 i la seva preocupació per l'Electorat de Hannover van fer que l'aliança fos més important per a Gran Bretanya que abans.
Utrecht va confirmar Felip V d'Espanya com el primer rei borbònic d’Espanya però va deixar Gran Bretanya en possessió dels ports espanyols de Gibraltar i Maó, capturats durant la guerra. Recuperar-los era una prioritat per al nou règim. Espanya també va cedir les seves possessions italianes de Nàpols, Sicília, Milà i Sardenya. Aquests es van convertir en un focus de la política exterior espanyola en gran part a causa d'Isabel Farnese, la segona esposa de Felip. Quan es van casar el 1714, ell ja tenia dos fills i ella volia crear una herència italiana per als seus propis fills.
Amb la intenció de recuperar els territoris perduts a Utrecht, l'any 1718 l'exèrcit espanyol va envair Sicília, que en virtut del tractat d'Utrecht havia estat cedida al ducat de Savoia. En resposta a aquesta agressió la Quàdruple Aliança entre la Gran Bretanya, França, Àustria i les Províncies Unides es van unir i van lluitar contra Espanya en l'anomenada Guerra de la Quàdruple Aliança, i amb la seva derrota va haver de signar el Tractat de la Haia de 1720 pel què Felip V abandonà totalment les seves reclamacions sobre Itàlia, assegurant-se però que el Ducat de Parma seria succeït pel seu fill Carles.

## El tractat
El tractat va ser signat el 9 de novembre amb l'assistència de Joan Baptista de Orendain i José Patiño Rosales en nom de Felip V d'Espanya, William Stanhope i Benjamin Keene en representació de Jordi II de Gran Bretanya i el marquès de la Branca per part del rei Lluís XV de França. Francisco Vandermeer, delegat dels Estats Generals dels Països Baixos, es va adherir al tractat el 21 de novembre del mateix any.
Espanya va reconèixer l'equilibri europeu imposat per la Triple Aliança i pel tractat Gran Bretanya conservava el domini del port de Maó a Menorca, i de Gibraltar, i el manteniment dels privilegi comercials anglesos. L'avantatge derivada d'aquests acords per Isabel Farnese, i al seu marit, el rei Felip V, és el reconeixement de la successió de l'infant Carles (futur Carles III d'Espanya) als ducats de Parma i Piacenza.

## Conseqüències
L'actitud d'Àustria a Itàlia i la nova política anglesa permetre a Felip V deslligar-se de l'acord el 28 de gener de 1731 i signar un nou tractat en Viena el 16 de març d'aquell any, i durant la Guerra de Successió de Polònia es va apoderar del Regne de Nàpols. Com a resultat, el tractat de Viena de 1738 va retornar Parma i Piacenza a l'emperador Carles VI, fins que la seva mort el 1740 va provocar la Guerra de Successió Austríaca.